# جرج میسون
جرج میسون (انگلیسی: George Mason; ۱۱ دسامبر ۱۷۲۵ – ۷ اکتبر ۱۷۹۲) که بعدها به نام جورج میسون IV، شناخته می‌شد، وکیل، سیاستمدار و نماینده کنوانسیون قانون اساسی ایالات متحده آمریکا در سال ۱۷۸۷ بود.

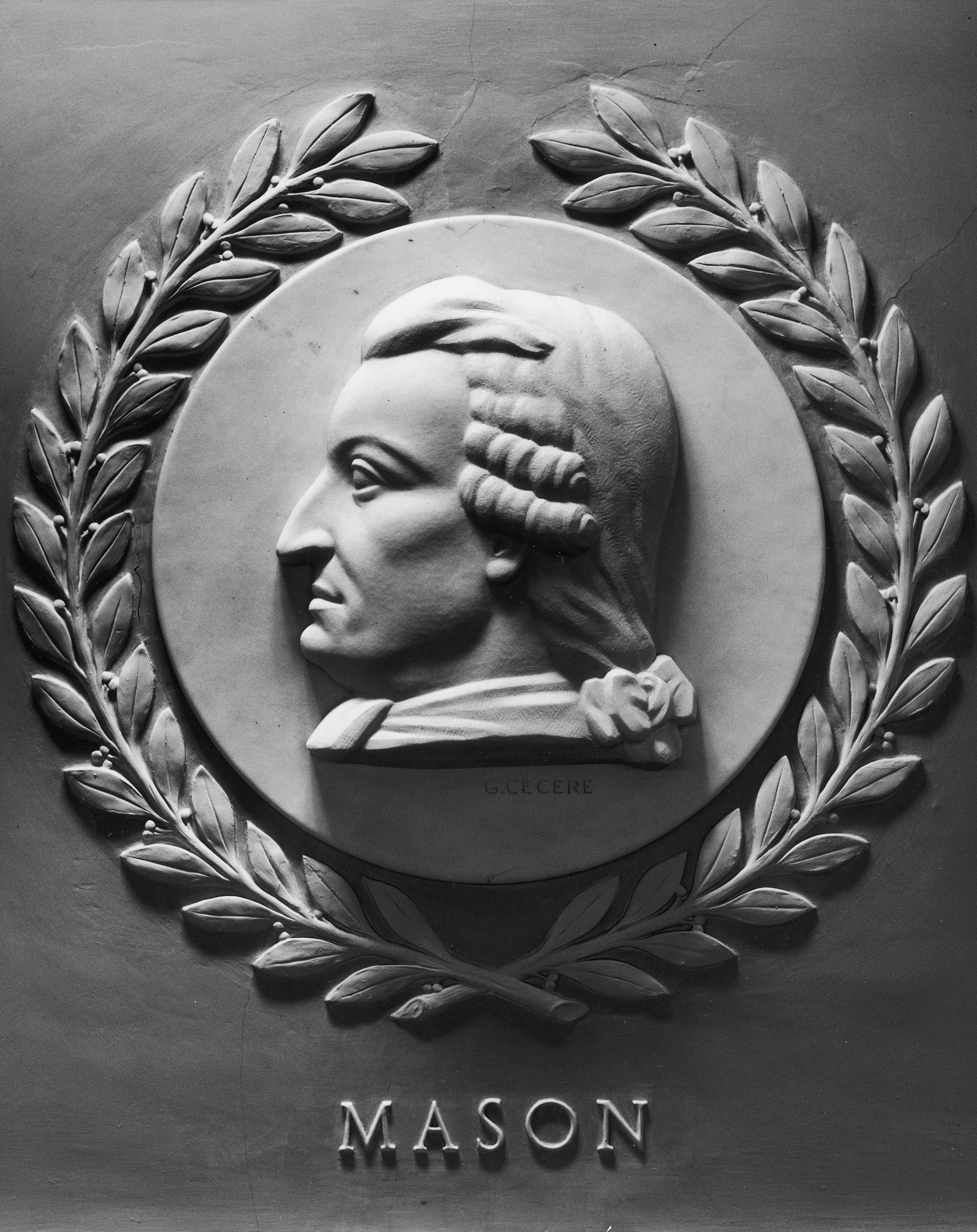
نقش‌برجسته ای از جورج میسون در مجلس نمایندگان ایالات متحده آمریکا برای گرامیداشت یاد او به عنوان یکی از ۲۳ شخصیت برجستهٔ جهان در امر قانونگذاری در سرتاسر تاریخ.

نوشته‌های او تأثیر قابل توجهی در اندیشه سیاسی و حوادث، از جمله بخش‌های قابل توجهی از تصمیمات فرفکس ۱۷۷۴، اعلامیه حقوق ویرجینیا ۱۷۷۶، و اعتراضات او به قانون اساسی دولت (۱۷۸۷) در مخالفت با تصویب این قانون داشته‌است. اعلامیه حقوق ویرجینیا، بر روی تعدادی از اسناد بعدی، از جمله اعلامیه استقلال ایالات متحده (۱۷۷۶) و لایحه حقوق ایالات متحده (۱۷۸۹) تأثیر گذاشت.
دانشگاه جرج میسون به پاس خدمات او نامگذاری شد.